# Club Atlético de Malabo
El Club Atlético de Malabo és un club de futbol de la ciutat de Malabo, Guinea Equatorial.
Els colors del club són el blau.

## Palmarès
- Lliga equatoguineana de futbol:[1]
  - 1981, 1982, 2003
- Copa equatoguineana de futbol:[2]
  - 1985, 1987, 1988, 1990, 1991, 2001